# Heiko Holefleisch
Heiko Holefleisch (* 1949) ist ein deutscher Dramaturg und Fernsehredakteur.

## Leben und Karriere
Nach Abschluss seines Studiums arbeitete Holefleisch anfangs als Regie-Assistent beim WDR. 1975 bis 1978 wirkte er dort als Lektor und war außerdem von 1976 bis 1979 Dramaturg an den Städtischen Bühnen Essen.
1980 und 1981 war Holefleisch Dramaturg und Literature-Adviser bei der Berkeley Stage Company in San Francisco aber gleichfalls Dramaturg des Schauspielhauses Düsseldorf. 1981 ging Holefleisch zum Schauspiel Frankfurt und war dort bis 1990 als Dramaturg bzw. Gastdramaturg tätig, von 1986 bis 1989 dann als eines der Mitglieder der Künstlerischen Leitung. 1987 bis 1989 war Holefleisch Mitglied der Jury des Frankfurter Hörspielpreises. Bis 1991 arbeitete Holefleisch in Frankfurt u. a. als Redakteur und Autor für den Hessischen Rundfunk, ging danach aber zum ZDF.
2001 wechselte er als Nachfolger von Hans-Günther Brüske als neuer Koordinator zum Sender ARTE, ist inzwischen aber im Ruhestand.
Holefleisch war langjährig verantwortlicher Redaktionsleiter für Programme wie Evelyn Hamanns Geschichten aus dem Leben, Katharina die Große, Stubbe – Von Fall zu Fall und andere ZDF-Erfolge.